# Luis Cobos Pavón
Luis Cobos Pavón (Campo de Criptana, Ciudad Real, 30 d'octubre de 1948) és un músic, compositor i director d'orquestra espanyol. Actualment és president de l'entitat de gestió de l'Artistes Intèrprets o Executants (AIE) i president de l'Acadèmia Llatina de l'Enregistrament "The Latin Recording Academy".

## Recorregut professional
A la fi dels 60, Luis Cobos va formar part del grup de rock Connexión, amb el qual va editar un LP i diversos senzills per al segell Movieplay.
En els anys 80 va treballar i va participar com a arranjador en àlbums i temes d'electro-pop i tecno-pop per a solistes i grups de la moguda madrilenya. Orquesta Mondragón, Obús (Prepárate, 1981), Tino Casal, Olé Olé i el primer àlbum de Mecano entre d'altres.
La seva gran oportunitat va arribar en 1982, quan va gravar en els estudis Abbey Road de Londres amb The Royal Philharmonic Orchestra l'àlbum Zarzuela, que unia i actualitzava fragments de sarsueles. El disc va aconseguir la xifra d'un milió de vendes i li van seguir altres projectes treballant amb pasdobles a Sol y sombra (1983) o amb ranxeras a Mexicano (1984).
Els seus següents LP es van encastellar igualment i de forma immediata al primer lloc en les llistes de vendes a Espanya: "Más Zarzuela" (1985), Capriccio russo (1986), Tempo d'Italia (1987), Vienna Concerto (1988) y "Opera Magna" (1989).
Durant aquesta època, a més, va compaginar la seva activitat de director d'orquestra (el que inclou a la Simfònica de Viena, The Royal Philharmonic Orchestra de Londres, l'orquestra simfònica de Los Angeles (els EUA) la Kansai Philarmonic de el Japó, la Simfònica de Moscou, la Simfònica de RTVE o la Simfònica de la RAI) amb la de compositor. Va crear temes per a veus tan dispars com Plácido Domingo, José Carreras, Julio Iglesias, Ana Belén, Isabel Pantoja o Joaquín Sabina.
Després del seu experiment musical dels vuitanta, en la dècada següent els seus enregistraments incloïen pràcticament les composicions completes. És el cas de Suite 1700, "Amor", Viento del Sur (amb la Gran Orquesta Tropical de Puerto Rico), Oscars, "Viva México" i altres... El 1998 publicà La danza de los corceles, dedicat als cavalls de la Real Escuela Andaluza del Arte Ecuestre.
També, des de l'any 2004, és director del Festival Internacional de la Música celebrat a l'estiu en la seva localitat natal de Campo de Criptana (Ciudad Real).

## Discografia
- Zarzuela (1982).
- Sol y sombra (1983).
- Mexicano  (1984).
- Sinfonía a Caballo(1985)
- Más Zarzuela (1985).
- Capriccio russo (1986).
- Olympus (1986).
- Tempo d'Italia (1987).
- Vienna Concerto (1988).
- Opera Magna (1989).
- Suite 1700 (1990).
- Viento del Sur (1993).
- Oscars (1994).
- Amor (1997).
- La danza de los corceles (1998).
- ¡Viva México! (2000).
- Encantados (2008)
- Corazón de Iberoamérica (2011) amb l'Orquesta Sinfónica del Paraguay i l' Orquesta Sinfónica Latina.

## Premis
- Estrella de Oro a la Excelencia, atorgada per l'Institut per a l'Excel·lència Professional, pel seu "compromís amb el bon fer en cadascuna de les seves facetes professionals (2018).[4]